# Csoda
A csoda olyan esemény, amely megmagyarázhatatlan a természeti vagy tudományos törvényekkel, és ennek megfelelően valamilyen természetfeletti oknak tulajdonítják. A különböző vallások gyakran egy természetfeletti lény, (főleg) egy istenség, egy szent ember, csodatevő vagy egy vallási vezető cselekedeteinek tulajdonítják ezeket a jelenségeket.
Maga a csoda konkrét megvalósulását tekintve a sokféleség jellemzi, a hirtelen gyógyulástól kezdve a halott feltámadásán át a reménytelen helyzetből való megmenekülésig. Egyes dolgok, események csodaként való felfogásának az ember gondolkodásában nemcsak igénye, hanem valószínűleg természetes szerepe is van, a puszta észszerűség az emberek egy jelentős része számára nem jelent kielégítő világmagyarázatot. Nem lehetetlen, hogy a csoda a hihető valóság ellentéte (a gondolkodásban meglévő ”dialektikus billegés” egy fogalom és ellentettje közt), amelyre ugyanúgy szükségünk van, mint a „semmi”, a „nincs”, a „halál”, az „élet után” stb., szintén páros fogalmi konstrukciókra.
Csodák szerepelnek irodalmi alkotásokban is, átalakulások, méretváltozások, különleges kalandok és hőstettek formájában. A csodákra emlékezni szokás, a csodákkal összefüggő személyek és helyek, tárgyak és módszerek hitbeli kérdéssé válnak.
Az emberekre jellemző, hogy várnak, számítanak arra, hogy hétköznapi életük során csodák történjenek velük. Littlewood törvénye szerint az emberek legalább havi egy csodára, meg nem magyarázható, fel nem fogható eseményre számítanak hétköznapjaikban. 
A csodának van egy láthatóan emberek által előidézett változata is, a mágia (eredetileg perzsa szó). Ezek illúziókeltéssel és trükkökkel kapcsolatosak (például laterna magica és a camera obscura).

## Fogalma a Bibliában

### A csoda kifejezésére használt szavak az Ószövetségben
- PALA gyök különböző származékai
- Miflöót (מִפְלָאָה) Jób 37,16
- Mófét ( מוֹפֵת ) [2][3]
- Hanóraót - ez a járah ige nifal participiuma, ami félelmetes csodát jelent.

Kozma Zsolt véleménye szerint ezek a kifejezések az Ószövetségben mindig Isten teremtő hatalmára és szabadító tettére utalnak, és egyben arra a csodálkozásra, megdöbbenésre, félelemre, amit az emberből kiváltanak.

### A csoda kifejezésére használt szavak az Újszövetségben

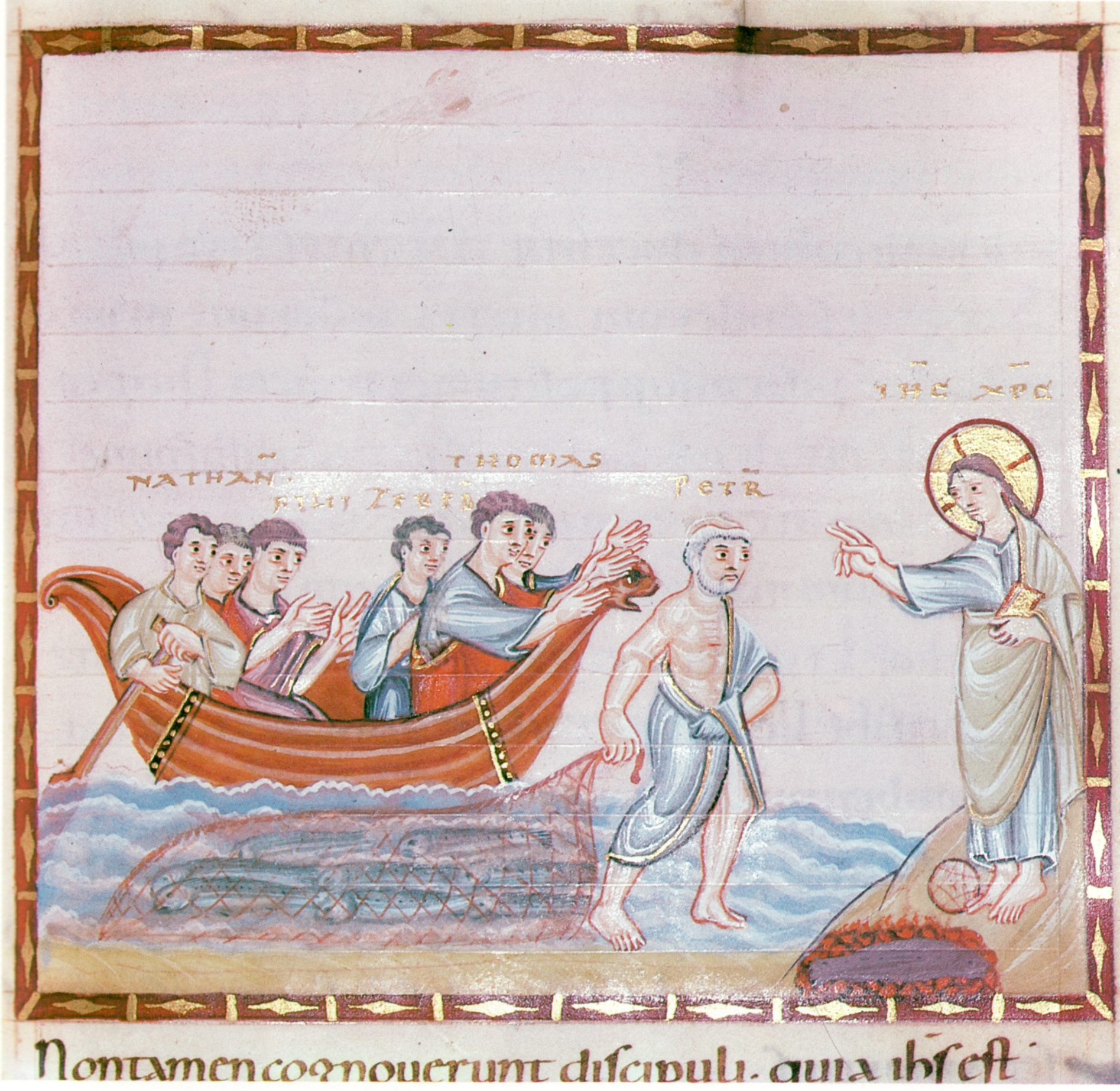
A tanítványok csodálatos halászata, és Krisztus jelenése a Galileai-tengeren

- Thaümazzó ige és annak származékai.
- Szémeion jelentése jel, csodajel.
- Terata általában az előző szóval szerepel együtt és csodajelet jelent.

Thambosz csodálkozás
- Dünamisz elsődleges értelme ugyan: isteni erő, hatalom, de csodát is jelent.

Az Újszövetségben főképpen Jézus csodáiról, aztán majd az apostolok csodáiról és az Ószövetségi idézetekben fellelhető csodákról találunk leírásokat. 
A csoda jel, előlege a teljességnek, a tökéletes megváltásnak, a természet rendje, Istennel való viszonya helyreállításának. Nem az a kérdés, hogy például egy béna ember meggyógyítása természetes vagy nem természetes módon megy végbe, hanem az, hogy a bénaságban a természetellenes, az Isten rendje ellen való mutatkozik meg és ezt ki kell küszöbölni, meg kell gyógyítani.
A megrontott természet meggyógyítása a bűnbocsánat csodájában megy végbe. Az Újszövetség legnagyobb csodája, hogy Jézus Krisztusban a bűn és halál törvénye legyőzetik az élet Lelkének törvénye által (Róm 8,2).

## Fogalma a teológiában
C. S. Lewis definíciója szerint „Ha azt mondom csoda, akkor arra gondolok, hogy egy természetfölötti hatalom beleavatkozik a természet rendjébe.”  
Paul Tillich a kinyilatkoztatás összefüggésében értelmezi a csodát. Ő a következő három ismérvét sorolja fel a csodának:
1. Az igazi csoda olyan esemény, amely ámulatra késztet, szokatlan, megrázó, és mégsem mond ellent a valóság racionális szerkezetének.
2. A csoda olyan esemény, amely a lét titkára utal, és meghatározott módon fejezi ki annak viszonyát hozzánk.
3. A csoda olyan esemény, amelyet esemény-jelként fogunk fel az eksztatikus tapasztalatban.

Richard Webster kétféle csodát ismer:
1. Isteni beavatkozásnak tulajdonított csodák
2. Olyan csodák, amelyeket mi magunk idézünk elő.

Ez utóbbi megfogalmazás éreztet némi ezoterikus gondolkodást. Az ezoterikus gondolkodásmód, vallásos attitűd, elképzelés azon az elgondoláson alapul, hogy az emberben benne rejlik annak potencialitása, hogy csodatevővé legyen. Paulo Coelho könyvei erre az ezoterikus attitűdre épülnek. A Portobellói boszorkány, A zarándoklat – Egy mágus naplója, Alkimista, Veronika meg akar halni – mind olyan művek, amelyeknek a fő mondanivalóját talán egy idézet tudná a legjobban összefoglalni. „Legalább minden újabb napot csodaként él meg. Hiszen valójában minden nap csoda, ha belegondolunk, mennyi minden történhet velünk törékeny kis életünkben.”
A protestáns – és többnyire a keresztyén – teológia elutasítja a csodáknak és az életnek ilyetén felfogását. Tillich kifejezetten hangsúlyozza, hogy a csoda nem lehet varázslat, hanem valami Istenre mutató, magán a jelenen túlmutató esemény, megnyilvánulás. Ami nem felel meg ennek a kritériumnak az démonikus cselekedet.
Itt kell visszakötni a gondolatot a cikk elején bemutatott filozófiai istenképekhez. Nos, egy olyan isten, ami valójában nem egy személy, hanem egy energia, egy erő-megnyilvánulás, az bizonyára tud létrehozni csodákat, de abban semmi szabályszerűség nincsen. Pro és kontra, kérdezem én, ha egy ilyen „energia-isten” áll a világ mögött, akkor annak van intelligenciája? Ha pedig nincsen intelligenciája, akkor vajon hogyan állnak fenn a természeti törvények?
A bibliai csodáknak öt fő jellegzetességét nevezhetjük meg:
- A csodák szokatlanok. Félelemmel vegyes tiszteletet és csodálatot keltenek. Egy égő csipkebokor és a vízen járás képessége nem mindennapi eset.
- A csodákat Isten ujjának is nevezik. Ez feltételezi, hogy létezik egy Isten, aki az univerzumot teremtette.
- A csodák Istent tükrözik. Mivel Isten jó, a csodák a jóságot támogatják.
- A csodák gyakran Isten igazságát bizonyítják, Isten egy szolgája által (Zsid 2,4). Ennélfogva a csodák megmutatják a valódi prófétákat.
- A csodák megtétele mindig valamilyen meghatározott céllal történik. Dicsőítik Istent, és ugyanakkor bizonyítják a létezését.

Ha csodákról beszélünk, akkor az szükségképpen elválaszthatatlan Jézus Krisztus személyétől. Ugyanis a Bibliában található legtöbb csodaleírás az ő nevéhez fűződik. Sőt, tovább megyek, nemcsak, hogy az ő nevéhez fűződik, de ha mindaz igaz, amit az őskeresztyén tanítás és az egyház a legkorábbi időktől napjainkig állít, akkor Jézus Krisztus egész egzisztenciájában maga a csoda. Hogyan lett emberré az Isten? Talán tíz emberből kilenc ma is azt mondaná: „meghallgatunk erről máskor is”, mint ahogyan az athéniak tették, amikor Pál apostol Jézusról, mint a testté lett Istenről beszélt.

## A különböző vallásokban

### Kereszténység
A Biblia több jelenésről, csodáról számol be, amelyek egy részét természeti jelenségekként is lehet magyarázni.
A modern kor talán legismertebb csodája, amelyet napcsodaként emlegetnek,  a portugáliai Fátimában történt 1917. október 13-án, 30-70.000 szemtanúja volt, a korabeli sajtó is beszámolt róla. Mind a mai napig nincs rá tudományos magyarázat.
Lásd még a 16 éves fiatal lengyel lány csodálatos gyógyulását, aki Bogner Mária Margit közbenjárását kérte.

#### Jézus
Az evangéliumok háromféle csodát írnak le, amelyeket Jézus tett: ördögűzést, gyógyítást és természeti csodát.

### Iszlám
A szúfi életrajzi irodalom csodákról szóló beszámolókat ír, férfiakról és nőkről egyaránt. A szúfi szent emberek csodás képességei közé tartozik többek közt: 
- a firasa (tisztánlátás),
- az a képesség, hogy eltűnjenek a szem elől, teljesen láthatatlanná váljanak,
- megszelídítik a vadállatokat;
- hatalmas távolságokat tesznek meg rövid idő alatt;
- az aszályos évszakban esőt idéznek elő,
- betegeket meggyógyítanak stb.

### Hinduizmus
Számos csodáról olvashatunk hindu guruk, jógik könyvében. Például:
- Paramahansza Jógánanda: Egy jógi önéletrajza
- Szvámi Ráma: Élet a Himalája mestereivel

## Felmérés

### USA
A Newsweek magazin készített egy felmérést, hogy hisznek-e az amerikaiak a csodákban? A kutatás eredményét 2000-ben tették közzé:
- a megkérdezettek 84%-a hisz abban, hogy Isten csodákat tesz.
- 79%-uk úgy véli, hogy a Bibliában szereplő csodák valóban megtörténtek.
- 63%-uk ismer valakit, aki azt állítja, hogy csodát tapasztalt.
- 48%-uk azt állítja, hogy tapasztalt már csodát.
- a keresztények 90%-a hisz a csodákban.
- a nem keresztények 46%-a hisz a csodákban.
- az evangelikál protestánsok 98%-a hisz bennük.
- a válaszadók 87%-a egyetért azzal, hogy a sajátjuktól eltérő vallásúakkal is történhetnek csodák.
- az amerikaiak 67%-a imádkozott már csodáért.
- 77%-uk úgy gondolja, hogy a csodák révén meggyógyulhatnak az emberek, akkor is ha az orvosok már esélyt sem adnak rá.